# Továrna uzeného zboží Lukra s. r. o. na Pražském Předměstí u Hradce Králové
Továrna uzeného zboží Lukra s. r. o. na Pražském Předměstí u Hradce Králové byla potravinářskou výrobní a obchodní společností, jež vznikla v roce 1931 na Pražském Předměstí u Hradce Králové a zanikla o 4 roky později.

## Historie
V září 1931 byl vysloven souhlas se zápisem firmy Továrna uzeného zboží Lukra s. r. o. na Pražském Předměstí u Hradce Králové do obchodního rejstříku. Její kmenový kapitál činil 0,2 mil. Kč. Společníky byli obchodníci Viktor Kohn a František Šolín a dílovedoucí František Roušar. Účelem bylo řeznictví a uzenářství, obchod rybami, lahůdkami a potravinami vůbec, výroba konzerv masných, zeleninových, ovocných a kysaného zelí. Téhož roku udělila plotišťská obecní rada povolení ke stavbě podniku v tovární části obce u třebechovické trati. Vedle toho bylo investováno do rozvoje prodejní sítě. 6. listopadu 1931 byla otevřena firemní prodejna v domě pana Vlčka pod Skleněnou věží. 10. června 1932 ji následovala další, tentokrát v Macharově třídě u nádraží proti Válkově hotelu. Postupem času vznikaly další, a to i ve vzdálenějším okolí, např. v Náchodě, ve Dvoře Králové nad Labem (1. dubna 1932) nebo v Pardubicích (první 1931, druhá 1932). Zájem o podnikové zboží závratně rostl, protože bylo mnohdy levnější než to konkurenční (párky šťavnaté, křehké za 70 haléřů, vuřty šťavnaté, velice chutné za 50 hal., naše zvláštnost „tlačenka" od 10 Kč, hradecký salám Lukra od 14 Kč, reklamní salám od 7 Kč). Z tohoto důvodu byla továrna mnohokrát obviňována z nekalé soutěže.
Její rychlý rozjezd a vzrůstající oblibu, jež se projevila mj. zvětšením počtu zaměstnanců, však brzy narušil strmý pád, kterému se nepodařilo zabránit. Koncem roku 1932 bylo zahájeno vyrovnávací řízení o jmění firmy a v následujícím roce byl vyhlášen na Lukru konkurs, přičemž lhůty byly určeny na 15. března, 11. a 26. dubna 1933. V únoru 1935 se před senátem krajského soudu v Hradci Králové projednával úpadek královéhradecké továrny na uzeniny Lukra. Obžalováni byli 45letý obchodník František Šolín a 55letý obchodník Viktor Kohn, oba z Pražského Předměstí a 16. února téhož roku se tak trvale uzavřela hladina nad tímto podnikem. Dejme však slovo dopisovateli Národní politiky, který napsal toto:
„Úpadek královéhradecké továrny před soudem. Hradecký senát projednával v pátek zajímavý případ úpadku hradecké továrny na uzeniny. Vedoucími řediteli podniku byli 45letý obchodník František Šolín a 55letý obchodník Viktor Kohn, oba z Pražského Předměstí u Hradce Králové. Byli zažalováni státním zastupitelstvím, že špatným hospodařením zavinili úpadek továrny a připravili věřitele o 250.000 Kč. Šolín a Kohn založili v roce 1931 společnou smlouvou společnost s r. o. s kmenovým kapitálem 300.000 Kč. Zakoupili pozemky na Pražském Předměstí a postavili továrnu na uzenářské výrobky. Potom se však objevily platební nesnáze a nebylo ani peněz pro dodavatele J. Podnikelského, za jehož pohledávku 16.000 Kč musili se zaručit jednatelé. Situaci měl zachránit nový společník František Rybář, úředník z Hradce Králové, který vložil do společnosti 100.000 Kč. Již před tím byl podnik insolventní, přesto však Šolín a Kohn předložili Rybářovi jakousi bilanci z 30. dubna 1932, kde cena pozemku firmy byla udána částkou 301.000 Kč, ač ve skutečnosti měla hodnotu jen 110.000 Kč. Stalo se tak jen proto, aby byla dosažena účetní aktivita podniku cifrou 180.000 Kč. Tím byl zastřen neblahý stav továrny Lukry, která za pět měsíců své působnosti prodělala 100.000 Kč. V listopadu 1932 nemohla již firma plniti své závazky a podala žádost o vyrovnací řízení. Nyní se ukázalo, že společnost nemůže věřitelům ničeho zaplatit, neboť nemovitosti byly předluženy a Šolín s Kohnem si zajistili své pohledávky na nemovitostech. Oba neměli k řízení podniku odborných znalostí a pokračovali v dělání dluhů, i když viděli, že již nemohou platit. Byli odsouzeni pro přečin úpadku z nedbalosti každý na pět měsíců tuhého vězení, podmínečně na tři roky.“